# دواریجان

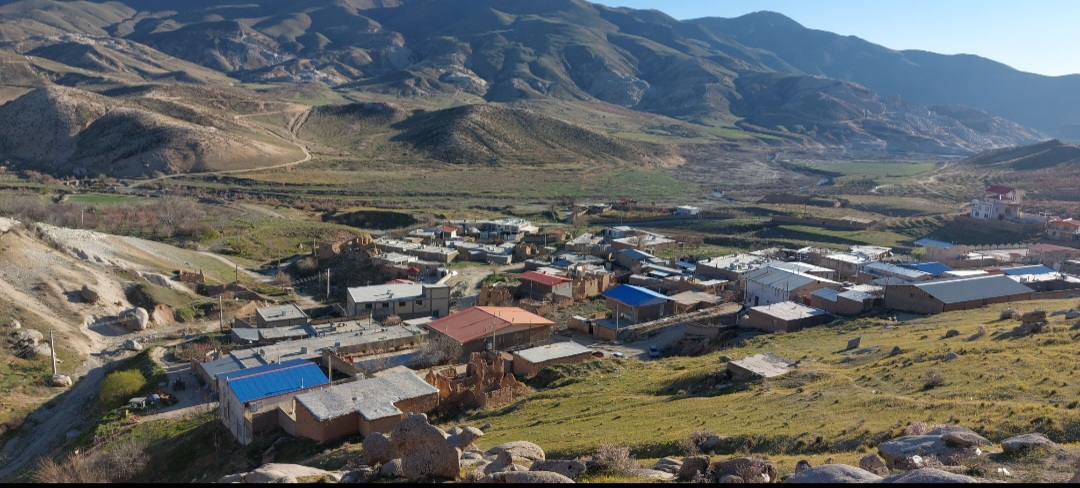
Davarijan village

روستای دواریجان 
دواریجان، روستایی از توابع بخش سیلاخور شهرستان دورود در استان لرستان ایران است.مکان‌های توریستی چون سیب در، امامزاده قاسم، تنگ شش، سر تاف و آثار سنگ تراشی چند هزار ساله....
محل سکونت طایفه بزرگ “آزادی”

## جمعیت
این روستا در دهستان سیلاخور قرار دارد و براساس سرشماری مرکز آمار ایران در سال۱۴۰۴، جمعیت آن ۲۵۴ نفر (۶۲خانوار) بوده‌است.